# Alex Schalk
Pour les articles homonymes, voir Schalk.
Alex Schalk est un footballeur néerlandais, né le 7 août 1992 à Prinsenbeek. Il évolue au poste d'attaquant avec l'ADO La Haye.

## Biographie

### En club

#### Début de carrière
Il commence sa carrière aux Pays-Bas au NAC Breda ensuite en prêt au PSV Eindhoven (il y jouera aucun match) mais il jouera dans l'équipe des Jong PSV et pour finir au Go Ahead Eagles.

#### Départ en Ecosse
Il signe en 2015 au Ross County club écossais, il reste jusqu'en 2018,,. Il y gagnera la Coupe de la Ligue écossaise de 2016.

#### Aventure suisse

##### Servette FC (2018-2022)
En 2018, Schalk signe au Servette FC qui est à ce moment-là encore en Challenge League,,. La saison d'après, le club connait la remontée en Super League.
Le 25 mars 2022, il est annoncé qu'il quitte le club après 4 ans passé (son contrat prenait fin en juin 2022) pour un nouveau Championnat celui du Japon (J. League),,.

#### Aventure japonaise

##### Urawa Red Diamonds (depuis 2022)
Il signe au Urawa Red Diamonds mais il n'est pas annoncé jusqu'à quand il évoluera dans le club ,,.

## Palmarès

### En club
- Ross County
  - Vainqueur de la Coupe de la Ligue écossaise en 2016

## Statistiques
| Saison    | Club            | Pays           | Championnat        | Coupes nationales | Coupes continentales |
| --------- | --------------- | -------------- | ------------------ | ----------------- | -------------------- |
| 2010-2011 | NAC Breda       | Eredivisie     | 1 match            | -                 | -                    |
| 2011-2012 | NAC Breda       | Eredivisie     | 32 matchs / 6 buts | 1 match           | -                    |
| 2012-2013 | NAC Breda       | Eredivisie     | 20 matchs / 3 buts | 3 matchs / 2 buts | -                    |
| 2013-2014 | NAC Breda       | Eredivisie     | 5 matchs / 1 but   | 1 match           | -                    |
| 2013-2014 | Jong PSV        | Eerste divisie | 16 matchs / 2 buts | -                 | -                    |
| 2014-2015 | Go Ahead Eagles | Eredivisie     | 20 matchs / 4 buts | 3 matchs          | -                    |
| 2015-2016 | Go Ahead Eagles | Eerste divisie | 2 matchs           | -                 | 2 matchs (C3)        |
| 2015-2016 | Ross County     | Premier League | 25 matchs / 5 buts | 7 matchs / 4 buts | -                    |
| 2016-2017 | Ross County     | Premier League | 29 matchs / 6 buts | 6 matchs / 3 buts | -                    |

Dernière mise à jour le 16/04/2017